# 410-ті
Період падіння Західної Римської імперії. У Східній Римській імперії триває правління Феодосія II. У Західній формально править Гонорій, але значна частина території окупована варварами, зокрема в Іберії утворилося Вестготське королівство. У Китаї завершилося правління династії Цзінь, розпочалося правління династії Лю Сун. В Індії правління імперії Гуптів. У Японії триває період Ямато. У Персії править династія Сассанідів.
На території лісостепової України Черняхівська культура. У Північному Причорномор'ї готи й сармати. Історики VI століття згадують плем'я антів, що мешкало на території сучасної України приблизно з IV сторіччя. З'явилися гуни, підкорили остготів та аланів й приєднали їх до себе.

## Події
- Положення в обох частинах Римської імперії дещо стабілізувалося. Після розграбування Рима вестготи відійшли в Галлію. Імператор Гонорій використав їх спочатку для боротьби з узурпаторами, а потім для повернення імперії Іберійського півострова, звідки вестготи витіснили вандалів. Вандали здійснили перехід з берегів Дунаю у Галлію, потім Іберію, а потім, під тиском вестготів в Африку. Вестготи стали федератами римлян і утворили Вестготське королівство в Іберії. Тим часом на захід від Дунаю гуни продовжували зміцнювати свій міжплемінний союз.
- У Китаї завершилося правіння династії Цзінь на південь від Янцзи. Її змінила династія Лю Сун, перша з південних династій.
- 417 — кінець понтифікату Папи Іннокентія I;
- 417—418 — понтифікат Папи Зосими;
- 418 — початок понтифікату Папи Боніфація I